# Quinto Cecilio Metello Macedonico
Quinto Cecilio Metello Macedonico (in latino Quintus Caecilius Metellus Macedonicus; 188 a.C. – 116 a.C.) è stato un politico e generale romano.

## Biografia

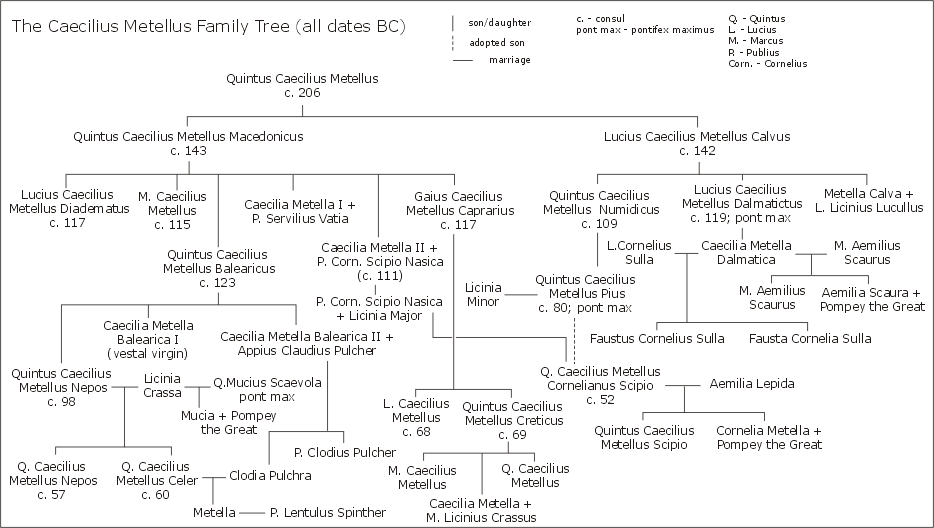
Albero genealogico dei Caecilii Metelli

Figlio di Quinto Cecilio Metello e nipote di Lucio Cecilio Metello, fu il padre di Quinto Cecilio Metello Balearico, Lucio Cecilio Metello Diademato, Marco Cecilio Metello, Gaio Cecilio Metello Caprario, Cecilia Metella, moglie di Publio Cornelio Scipione Nasica Serapione, Cecilia Metella, moglie di Gaio Servilio Vazia.
Ricoprì la carica di pretore nel 148 a.C., di console nel 143 a.C., proconsole della Spagna Citeriore nel 142 a.C. e censore nel 131 a.C. Combatté brillantemente nella terza guerra macedonica con il grado di generale ed ebbe un ruolo molto importante nella quarta.
Sotto il suo comando nel 148 a.C., quando ancora era pretore, sconfisse due volte il ribelle macedone Andrisco (quarta guerra macedonica), che aveva dichiarato guerra a Roma vantando di avere origine da Perseo e, per questo, di essere il legittimo erede del trono di Macedonia. Sotto l'autorità di Metello la Macedonia venne sconfitta e ridotta a provincia Romana. Per questa vittoria assunse il soprannome di Macedonico.
A Metello, come propretore, toccò di dirigere le fasi iniziali della guerra acaica, in attesa dell'arrivo del console Lucio Mummio. Nel 146 a.C. sconfisse lo stratego acheo Critolao a Scarfea e gli arcadi a Cheronea. Dovette scontrarsi con questi ultimi anche successivamente, per vendicare un torto subito da un romano durante un'ambasciata a Corinto. Consegnato al console Mummio il comando della guerra, venne dissuaso dal celebrare immediatamente il trionfo, che si era ampiamente meritato. L'occasione per ricevere quest'onorificenza si presentò dopo l'ennesima vittoria a Scarfea.
Tornato a Roma celebrò finalmente il trionfo e gli venne dato il titolo di Macedonico. Per commemorare l'avvenimento fece costruire nella zona del Circo Flaminio un tempio dedicato a Giove Statore, opera dell'architetto Ermodoro di Salamina, che fu il primo tempio costruito a Roma interamente in marmo e che sorgeva accanto al tempio di Giunone Regina; i due templi vennero circondati da un portico (Porticus Metelli, ricostruito da Ottaviano con il nome di Portico di Ottavia) ornato con le statue bronzee dei generali di Alessandro Magno (turma Alexandri), opera dello scultore Lisippo, portate a Roma dopo le guerre in Grecia.
Dopo il consolato, nel 143 a.C., venne inviato come governatore nella penisola Iberica dove combatté contro i Celtiberi all'inizio della Guerra Numentina. Sconfisse e sottomise gli Averaci.
Tornato a Roma, dove godette come conquistare di un alto grado di stima tra i suoi concittadini, venne eletto censore nel 131 a.C., impegnandosi audacemente per bloccare il crescente decadimento dei costumi romani. In un discorso che tenne durante il suo mandato propose che il matrimonio fosse obbligatorio per tutti i cittadini, per porre fine al libertinaggio allora diffuso. Lo stesso discorso venne fatto leggere da Augusto al Senato, più di un secolo dopo, quando l'imperatore emanò un editto per favorire il riassetto del popolo romano.
Il suo impegno morale comportò delle forti reazioni, tra cui quella del tribuno della plebe Gaio Attinio Labeone Macerione (espulso precedentemente dal Senato proprio da Metello), che culminò con la morte di quest'ultimo, gettato dalla rupe Tarpea. Il gesto gravò in modo molto pesante sulla reputazione di Metello presso il popolo romano.
Successivamente ebbe dei dissidi con Publio Cornelio Scipione Emiliano, ma nonostante ciò non dimenticò mai i suoi meriti, poiché alla sua morte Metello pianse e ordinò ai propri figli di trasportare il suo corpo sulla pira per la cremazione.
Celebrato anche per la sua eloquenza e il suo gusto per le arti, morì tra il 116 a.C. e il 115 a.C. Nella memoria rimase come un generale degno di rispetto e divenne il simbolo della Roma fortunata. Gli vennero concessi gli onori civili e militari, e al suo funerale venne accompagnato dai quattro figli, uno dei quali era console, due lo erano già stati e uno lo sarebbe diventato. Anche i suoi due generi, Publio Cornelio Scipione Nasica Serapione e Gaio Servilio Vazia, vennero eletti successivamente.